# یواس‌اس انترپرایز (سی‌وی‌ان-۸۰)
یواس‌اس اینترپرایز (سی‌وی‌ان-۸۰) (به انگلیسی: USS Enterprise (CVN-80))یک ناو هواپیمابر است که طول آن ۱٬۱۰۶ فوت (۳۳۷ متر) می‌باشد. این نهمین کشتی و سومین ناو هواپیمابر ایالات متحده است که این نام را به خود گرفته است. قابلیت مهمی که در ساخت ناو هواپیمابر یواس‌اس اینترپرایز (سی‌وی‌ان-۸۰) به کار گرفته شد، استفاده از فناوری هسته‌ای برای تأمین سوخت این ناو هواپیمابر است. این ناو که در خود یک نیروگاه اتمی برای تولید سوخت مورد نیاز خود دارد، می‌تواند سال‌های متمادی بدون وقفه در دریا حرکت کند.